# ناهكوليت
ناهكوليت هو معدن من معادن الكربونات، وهو معدن طري ذو لون أبيض ويتألف كيميائياً من بيكربونات الصوديوم NaHCO3، ويتبلور على هيئة نظام بلوري أحادي الميل. يوجد هذا المعدن بشكل مترافق مع عدد من المعادن الأخرى مثل ترونا وهاليت والبورق.
وصف لأول مرة في سنة 1928 في إيطاليا؛ وتشتق التسمية من العناصر المكونة للمعدن Na و H و C وO.